# دی‌اکسی‌بنزون
دی‌اکسی‌بنزون (به انگلیسی: Dioxybenzone) با فرمول شیمیایی C۱۴H۱۲O۴ یک ترکیب شیمیایی با شناسه پاب‌کم ۸۵۶۹ است. که جرم مولی آن ۲۴۴٫۲۵ g/mol می‌باشد. 